# Gaunilon
Gaunilon ou Gaunilo, né vers 990 et mort vers 1083, est un moine bénédictin de l’Abbaye de Marmoutier, près de Tours.

## Biographie

### Échange avec Anselme
Nous ne savons presque rien de Gaunilon, affirme le médiéviste Kurt Flasch. Il est surtout connu pour sa critique de l’argument ontologique en faveur de l'existence de Dieu, argument contenu dans le Proslogion seu Alloquium de Dei existentia d’Anselme de Cantorbéry. « Nous ne possédons que quelques pages écrites de la plume de Gaunilon ; elles suffisent pour nous révéler l'un des penseurs les plus remarquables du XIe siècle », écrit Flasch. Les objections de Gaunilon constituent un petit texte intitulé Liber pro Insipiente. Flasch traduit ce titre par « apologie de l'insensé ». Elle est adressée à Anselme peu de temps après la parution du Proslogion. Anselme répond ensuite aux objections de Gaunilon et maintient sa démonstration, c'est le Liber apologoticus contra insipientem. Flasch écrit que l'échange entre les deux moines est « aimable » et « presque amical ».

### Critique faite à Anselme
Gaunilon reproche à Anselme de Cantorbéry de confondre « penser » (cogitare) et « connaître par l'intelligence » (intelligere). Ce n'est pas parce que nous pensons « ce au-delà de quoi on ne peut rien penser de plus parfait », que ceci a un « contenu réel », résume Kurt Flasch. Pour Anselme, il suffit de penser « ce au-delà de quoi on ne peut rien penser de plus parfait » pour connaître évidemment que cela existe, car si cela n'existait pas, nous pourrions encore penser quelque chose de plus parfait, c'est-à-dire quelque chose qui n'est pas seulement pensé mais qui possède aussi l'existence.

Celui qui soutient que Dieu n'existe pas est nommé « l'insensé » par Anselme, en référence à l'expression des Psaumes : « L'insensé dit en son cœur : Il n'y a point de Dieu ! ». Gaunilon au contraire montre que l'insensé est simplement un « empiriste » (le terme est de Kurt Flasch) : 
« Ce qui faisait la force de la preuve anselmienne (n'inclure aucune hypothèse à l'égard du monde de l'expérience) révélait sa faiblesse aux yeux de Gaunilon : comment être certain de l'existence d'un objet quelconque, si on ne peut ni le connaître par nos sens, ni y parvenir à l'aide d'un syllogisme qui partirait d'une donnée sensorielle ? »
Gaunilon conteste que l'on puisse comparer un être existant (tel qu'on ne peut rien penser de plus parfait) avec un être non-existant. Pour lui, il faut déjà présupposer qu'un tel être existe pour démontrer son existence, ce qui est une pétition de principe. Gaunilon illustre son objection avec l'argument de « l'île perdue » : ce n'est pas parce que nous imaginons une île plus riche et plus belle que toutes les autres, au milieu de l'océan, que cette île existe effectivement. Il faut d'abord prouver qu'une telle île existe dans la réalité.
Gaunilon soutient que l’argument ontologique de saint Anselme échoue parce qu’une telle logique obligerait à conclure que beaucoup de choses existent alors qu'elles n’existent manifestement pas.

### Postérité
Confiant dans ses propres arguments, Anselme de Cantorbéry a fait publier les objections de Gaunilon à la suite de son Proslogion. Elles sont donc passées à la postérité avec ce livre et la réponse qu'Anselme a faite à ces objections.
La critique adressée par Gaunilon à la démonstration anselmienne de l'existence de Dieu sera reprise implicitement par deux philosophes ultérieurs qui rejetteront également cette démonstration, selon l'historien de la philosophie Bernard Pautrat. Il s'agit d'Emmanuel Kant dans la Critique de la raison pure, qui cherche à réfuter toutes les preuves de l'existence de Dieu avancées avant lui, et de Thomas d'Aquin dans la Somme théologique (I, q. 2, a. 1).
Thomas ne cherche cependant pas à infirmer toute possibilité de démontrer son existence, contrairement à Kant. Il écarte les preuves a priori pour ne garder que des preuves a posteriori, les quinque viae. Les preuves a posteriori prennent pour point de départ les effets de Dieu et non son essence directement.